# 平睿
平睿，五胡十六国時代後燕人物，燕郡薊縣人。平幼的弟弟，平規、平翰的哥哥。
平睿最初在前燕為官。前燕滅亡後，370年十二月，他在前秦担任宣威將軍。後来轉任光烈将軍。
384年正月，前秦冠軍将軍慕容垂的儿子慕容農起兵復興燕国，平睿與兄长汝陰郡太守平幼響應。平睿和兄长平幼、弟弟平規率兵數萬，到鄴城與慕容垂會合。